# 武生市
武生市（たけふし）は、福井県中部にあった市。福井市に次いで福井県で2番目に多い人口を有していて、福井市と敦賀市の中間地点に位置していた。

## 概要
古くは市街地の町名に「源氏物語の各巻名」が使われ、その後の地名変更に際しても「能の演目名」から命名されている（蓬莱、堀川、住吉、御幸など）。
越前国の国府が置かれていた事で著名で、かつては「府中」として親しまれていた。かつての武生市役所（現：武生市公会堂記念館）は旧国府跡地であった。廃止時点の武生市役所はかつての武生東小学校（その前は藤垣神社と本多邸と言われる）の位置にあり、武生東小学校はかつての武生高校の位置にあった。武生市は大規模な地震や空襲にあっておらず、古い町並みが残っている。
「武生」の由来については、「生」が植物群落を意味することから、竹やぶの意味である「竹生」からきているとも言われている。2005年国勢調査時点の平均年齢は43.0歳だった。
秋には日本三大菊人形のひとつに数えられる菊人形が開催される。残りの2つは関西地方の大阪府枚方市と東北地方の福島県二本松市である。

## 地理
- 山: 日野山
- 河川: 日野川

### 隣接していた自治体
- 鯖江市
- 南条郡：南越前町
- 丹生郡：越前町
- 今立郡：今立町、池田町

## 歴史
- 1948年（昭和23年）4月1日 - 南条郡武生町および神山村が合併して、武生市が発足する。
- 1950年（昭和25年）
  - 1月1日 - 丹生郡吉野村を編入する。
  - 7月7日 - 今立郡国高村を編入する。
  - 11月30日 - 丹生郡大虫村を編入する。
- 1951年（昭和26年）3月30日 - 南条郡坂口村を編入する。
- 1954年（昭和29年）7月5日 - 南条郡王子保村、今立郡北日野村及び北新庄村の区域の内、大字杉崎、大字下真柄、大字北、大字戸谷、大字三ツ屋、大字長尾および大字中新庄の区域を編入する。
- 1956年（昭和31年）9月30日 - 今立郡味真野村を編入する。
- 1959年（昭和34年）8月1日 - 丹生郡白山村を編入する。
- 2005年（平成17年）10月1日 - 武生市および今立郡今立町が合併して、越前市が発足する。

## 経済
- 特産品
  - 越前打刃物
  - 越前そば

- 産業人口（2005年10月国勢調査＝市廃止時点）
  - 第一次産業： 1,265人
  - 第二次産業： 15,141人
  - 第三次産業： 20,750人

## 行政
- 市長 - 奈良俊幸（2005年5月から廃止時まで）

### 歴代市長
特記なき場合『日本の歴代市長 : 市制施行百年の歩み』などによる。
| 代 | 氏名       | 就任                       | 退任                       | 備考           |
| -- | ---------- | -------------------------- | -------------------------- | -------------- |
| 1  | 森上斎五郎 | 1948年（昭和23年）4月26日  | 1950年（昭和25年）2月16日  | 在任中に死去   |
| 2  | 尾崎稲穂   | 1950年（昭和25年）4月23日  | 1953年（昭和28年）10月24日 |                |
| 3  | 森広三郎   | 1953年（昭和28年）11月20日 | 1961年（昭和36年）11月19日 |                |
| 4  | 中西敏憲   | 1961年（昭和36年）11月20日 | 1973年（昭和48年）11月19日 |                |
| 5  | 笠原武     | 1973年（昭和48年）11月20日 | 1989年（平成元年）4月12日  | 在任中に死去   |
| 6  | 小泉剛康   | 1989年（平成元年）5月28日  | 1997年（平成9年）5月27日   |                |
| 7  | 三木勅男   | 1997年（平成9年）5月28日   | 2005年（平成17年）5月27日  |                |
| 8  | 奈良俊幸   | 2005年（平成17年）5月28日  | 2005年（平成17年）9月30日  | 合併により廃止 |

## 姉妹都市・提携都市
- 岐阜県高山市

## 交通

### 鉄道路線
- JR西日本
  - 北陸本線(現:ハピラインふくい線)：王子保駅 - 武生駅
- 福井鉄道
  - 福武線：武生新駅 - 西武生駅 - 家久駅
    - 現在は旧市域にスポーツ公園駅が開業している。

### バス路線
- 福井鉄道
  - 武生新駅を拠点に、市内および鯖江市・福井市・今立町・池田町・南越前町（河野地区）・越前町への一般路線を運行していたほか、福井駅と名鉄名古屋駅・東京駅を結ぶ同社の高速路線バスが武生インター停留所に停車した。
- 市内に途中停留所のみ設置している高速バス運行事業者
  - 京福バス・名鉄バス・JR東海バス・JRバス関東・阪急バス

### 道路
- 高速道路
  - 北陸自動車道 : 武生IC
- 一般国道
  - 国道8号・国道365号・国道417号

## 教育

### 小学校
- 武生市味真野小学校
- 武生市王子保小学校
- 武生市大虫小学校
- 武生市北新庄小学校
- 武生市北日野小学校
- 武生市国高小学校
- 武生市坂口小学校
- 武生市白山小学校
- 武生市武生西小学校
- 武生市武生東小学校
- 武生市武生南小学校
- 武生市吉野小学校

### 中学校
- 武生市武生第一中学校
- 武生市武生第二中学校
- 武生市武生第三中学校
- 武生市武生第五中学校
- 武生市武生第六中学校
- 武生市立南越中学校
- 武生市万葉中学校

### 高等学校
- 福井県立武生高等学校
- 福井県立武生東高等学校
- 福井県立武生商業高等学校
- 福井県立武生工業高等学校

#### 大学・短期大学
- 仁愛大学

## 娯楽
- 武生東宝映画劇場 - 映画館。
- 武生宝塚劇場 - 映画館。
- 武生広小路劇場 - 蓬莱町にあった映画館[2]。
- 武生ロマン劇場 - 幸町にあった映画館[2]。
- 武生アピタシアター - ビデオシアター。
- 武生劇場 - 幸町にあった映画館[2]。

## 名所・旧跡・観光スポット・祭事・催事
- 紫式部公園
- たけふ菊人形
  - 毎年秋（10月上旬 - 11月上旬）に武生市中央公園で開催される。菊人形によるNHK大河ドラマの再現が見ものであり、OSKのレビューも開催される。
- 武生国際音楽祭
  - 武生国際作曲ワークショップ
- 蔵の辻
- 武生中央公園
  - 武生市文化センター
  - 武生市立中央図書館
  - 武生中央公園体育館

## 武生市が舞台になった作品

### 短歌・俳句
- 春なれど 白嶺の深雪 いや積り 解くべきほどの いつとなきかな （紫式部）
- 他国（現在の武生味真野）は住み悪しとそ言ふ （狭野茅上娘子）

### 歌
- 二万石でも武生は城下 （野口雨情「武生小唄」）
- 都に遠く雲閉ざす日野の盆地と言うなかれ （佐藤春夫「武生高校校歌」）

### 映画
- 『かあちゃんしぐのいやだ』（1961年、松竹）

## 武生市出身の有名人
- 秋山徳蔵（料理人・宮内庁主厨長）
- 安久榮太郎（海軍軍人）
- 飯田洋輔（劇団四季俳優）
- 飯田達郎（劇団四季俳優）
- いわさきちひろ（児童画家）
- 池上遼一（漫画家）
- 上坂紀夫（教育者、作家）
- 加古里子（かこさとし・児童文学者）
- 門脇健（哲学者、真宗大谷派善久寺住職、大谷大学名誉教授）
- 瑩山紹瑾 （曹洞宗の高僧）
- 児玉一八（放射線研究者、核・エネルギー問題情報センター理事）
- 嶋田信敏（元プロ野球選手・日本ハムファイターズ）
- 白木裕子（ディスクジョッキー、歌手、ナチュラル ハイのボーカル）
- 杉永政信（元プロ野球選手、元プロ野球審判員）
- 高島英幸（英語教育学者、東京外国語大学名誉教授）
- 辰巳渚（文筆家、考現学者）
- 俵万智（歌人）
- 千原英喜（作曲家）
- 野路由紀子（歌手）
- 根谷美智子（声優）
- 波多野翼（衆議院議員）
- 萬谷法英（ミュージカル俳優）
- 牧田明久（プロ野球選手・東北楽天ゴールデンイーグルス）
- 牧野惇（映像監督・ミュージック・ビデオ監督）
- 町村金弥（実業家、政治家）
- 松下秀雄（オーディオテクニカ創業者）
- 松原正樹 （ギタリスト）
- 三田村甚三郎（実業家、政治家）
- 三田村善衛 （音楽評論家）
- 南正時（鉄道写真家、湧水名水愛好家、温泉愛好家）
- 山本翔也（プロ野球選手・阪神タイガース）

## その他
- 日本の音風景100選：蓑脇の時水

### 市外局番
武生市の市外局番は、料金単位区域（武生MA）と同一の範囲を持つ0778で統一されており、以下の区域への通話は市外局番不要かつ市内通話料金が適用される。
- 0778 エリア
  - 武生市、鯖江市、今立郡今立町、池田町、丹生郡越前町、南条郡南越前町

なおNTT西日本による級局区分は、2級局である。